# Netta
Netta es un género de aves anseriformes de la familia Anatidae. Sus especies se distribuyen por Europa, Asia, África y Sudamérica.

## Especies
El género Netta comprende cuatro especies, una de ellas extinta.
- Netta caryophyllacea † (a veces incluida en el género Rhodonessa)
- Netta rufina - Europa, Asia y África (invernante)
- Netta peposaca - Sudamérica
- Netta erythrophthalma
  - Netta erythrophthalma erythrophthalma - Sudamérica
  - Netta erythrophthalma brunnea - África